# Phasmotaenia
Phasmotaenia is een geslacht van Phasmatodea uit de familie Phasmatidae. De wetenschappelijke naam van dit geslacht is voor het eerst geldig gepubliceerd in 1907 door Navas.

## Soorten
Het geslacht Phasmotaenia omvat de volgende soorten:
- Phasmotaenia australe Günther, 1933
- Phasmotaenia bukaense Hennemann & Conle, 2009
- Phasmotaenia godeffroyi (Redtenbacher, 1908)
- Phasmotaenia guentheri Hennemann & Conle, 2009
- Phasmotaenia inermis
- Phasmotaenia laeviceps (Hennemann & Conle, 2006)
- Phasmotaenia lanyuhensis Huang & Brock, 2001
- Phasmotaenia salomonense Hennemann & Conle, 2009
- Phasmotaenia sanchezi (Bolívar, 1897)
- Phasmotaenia spinosa Hennemann & Conle, 2009
- Phasmotaenia virgea Hennemann & Conle, 2009